# أجا نعومي كنج
أجا نعومي كنج (بالإنجليزية: Aja Naomi King)‏ مواليد 11 يناير 1985 في لوس أنجلوس، هي ممثلة أمريكية بدأت مسيرتها الفنية عام 2010.

## حياتها
ولدت في لوس أنجلوس ونشأت في ولنوت، كاليفورنيا. حصلت على شهادة بكالوريوس في التمثيل من جامعة كاليفورنيا وسانتا باربرا و ماجستير في التخصص ذاته من جامعة ييل في مدرسة الدراما عام 2010.
حين كانت تدرس في جامعة ييل أدت العديد من الأدوار.

## فيلموقرافي

### الأفلام
| السنة | العنوان             | الدور          | الملاحظات |
| ----- | ------------------- | -------------- | --------- |
| 2008  | Gloria Mundi        | راقصة          | فيلم قصير |
| 2010  | A Basketball Jones  | سارا والكر     | فيلم قصير |
| 2010  | Eve                 | مشهورة         | فيلم قصير |
| 2011  | Damsels in Distress | Positive Polly |           |
| 2012  | Love Synchs         | سيلين          | فيل قصير  |
| 2016  | ولادة أمة           | تشيري تارنر    |           |

### المسلسلات التلفزيونية
| السنة | العنوان                         | الدور        | الملاحظات                         |
| ----- | ------------------------------- | ------------ | --------------------------------- |
| 2010  | الدماء الزرقاء (Blue Bloods)    | دينيس        | حلقة: "السامري (Samaritan)"       |
| 2012  | Person of Interest              | ليزا         | حلقة: "Wolf and Cub"              |
| 2013  | القائمة السوداء "The Blacklist" | إليسا روبن   | حلقة:"Frederick Barnes"           |
| 2014  | Deadbeat                        | نيكول        | حلقة:"Out-of Body Issues"         |
| 2014  | كيف تفلت بجريمة قتل             | ميكايلا برات | 60 حلقة                           |
| 2018  | فضيحة                           | ميكايلا برات | الحلقة: إسمحلي بإعادة تعريف نفسي. |

## وصلات خارجية
- أجا نعومي كنج على موقع IMDb (الإنجليزية)
- أجا نعومي كنج على موقع ألو سيني (الفرنسية)
- أجا نعومي كنج على موقع أول موفي (الإنجليزية)
- أجا نعومي كنج على موقع قاعدة بيانات الفيلم (الإنجليزية)
- أجا نعومي كنج على موقع كينوبويسك (الروسية)